# Susanna Paasonen
Susanna Paasonen (Hèlsinki, 1975) és una erudita feminista finlandesa. És professora d'Estudis de Mitjans de Comunicació a la Universitat de Turku i va ser investigadora visitant al MIT el 2016. Va obtenir el seu doctorat a la Universitat de Turku el 2002; la seva tesi va ser sobre el gènere i la popularització d'Internet, que més tard va publicar Peter Lang. Després d'ocupar càrrecs a les universitats de Tampere, Jyväskylä i Hèlsinki, Paasonen va ser nomenat professor d'Estudis de Mitjans de Comunicació a la Universitat de Turku l'1 d'agost de 2011, i publica sobre investigacions a Internet, teoria dels mitjans, sexualitat, pornografia i afecte.

## Recerca
El dilluns 4 d'abril de 2016, Paasonen va donar una conferència a la Universitat de Brown als EUA sobre la política i la cultura del porno en línia. A l'assaig Glimmers of the forbidden fruit: Reminiscing pornography, conceptualizing the archive, escrit amb Katariina Kyrölä, Paasonen fa un seguiment de l'evolució de l'"emmagatzematge pornogràfic" d'una col·lecció física a una de digital i, en fer-ho, examina la pornografia cibernètica com a lloc de formació d'identitat. Ella i Kyrölä suggereixen que la pornografia provoca l'acumulació d'un arxiu somàtic, que "no són només dipòsits de sensacions extracognitives, sinó que també són conscientment curats, reflexionats i reelaborats: són alhora materials i semiòtics, íntims i culturalment específics, afectius i oberts". a la representació”. En la seva conferència a Brown, Paasonen va suggerir que la pornografia digital no s'ha d'entendre com una cosa que s'endinsa a la societat des de l'exterior, sinó com una cosa que ja existeix a la cultura contemporània. Ella escriu: "Les trobades amb la pornografia, per tant, s'incorporen com a capacitat carnal, com allò que podem imaginar que els nostres cossos gaudeixen i són capaços, o no gaudeixen i són capaços de fer-ho". Paasonen argumenta, per tant, que les interaccions amb la pornografia, per tant, poden contribuir al desenvolupament de la identitat sexual d'un individu.

## Premis
L'Acadèmia Finlandesa de Ciències li va atorgar el Premi Jutikkala de 15.000 € el 14 d'octubre de 2011. El mateix any Paasonen va publicar el llibre Carnal Resonance: Afect and Online Pornography, a través de MIT Press. L'octubre de 2020, Paasonen, Kylie Jarrett i Ben Light van guanyar el premi Nancy Baym Book Award de l'Association of Internet Researchers per NSFW: Sex, Humor, and Risk in Social Media' ', publicat amb MITP el 2019.

### Llibres
- Paasonen, Susanna. Figures of fantasy: women, cyberdiscourse, and the popular Internet.  Turku: University of Turku, 2002. ISBN 9789512921348.
- Paasonen, Susanna; Consalvo, Mia. Women and everyday uses of the internet: agency & identity.  Nova York: Peter Lang, 2002. ISBN 9780820461410.
- Paasonen, Susanna. Figures of fantasy: Internet, women, and cyberdiscourse.  Nova York: Peter Lang, 2005. ISBN 9780820476070.
- Paasonen, Susanna; Nikunen, Kaarina; Saarenmaa, Laura. Pornification: sex and sexuality in media culture.  Oxford New York: Berg, 2007. ISBN 9781845207045.
- Paasonen, Susanna; Liljeström, Marianne. Working with affect in feminist readings: disturbing differences.  London New York: Routledge, 2010. ISBN 9780415481397.
- Paasonen, Susanna. Carnal resonance: affect and online pornography.  Cambridge, Massachusetts: MIT Press, 2011. ISBN 9780262016315.
- Paasonen, Susanna; Hillis, Ken; Petit, Michael. Networked affect.  Cambridge, Massachusetts: The MIT Press, 2015. ISBN 9780262028646.
- Paasonen, Susanna (2018). Many Splendored Things: Thinking Sex and Play. London: Goldsmiths Press. ISBN 9781906897826.
- Paasonen, Susanna; Jarrett, Kylie; Light, Ben. NSFW: Sex, humor, and risk in social media.  Cambridge, Massachusetts: MIT Press, 2019. ISBN 9780262043052.
- Paasonen, Susanna; Attwood, Feona; McKee, Alan; Mercer, John; Smith, Clarissa. Objectification: On the difference between sex and sexism.  London New York: Routledge, 2020. ISBN 9780367199111.
- Sundén, Jenny; Paasonen, Susanna. Who's laughing now? Feminist tactics in social media.  Cambridge, Massachusetts: MIT Press, 2020. ISBN 9780262044721.
- Paasonen, Susanna (2021). Dependent, Distracted, Bored: Affective Formations in Networked Media. Cambridge, Massachusetts: MIT Press. ISBN 9780262045674.

### Articles
- Paasonen, Susanna «Digital, human, animal, PLANT: the politics of cyberfeminism?». N.paradoxa. KT Press, 2, 7-1998, pàg. 16–22.
- Paasonen, Susanna. Very cyberfeminist international reader: OBN Conference, Hamburg, December 13-16, 2001.  Berlin: B-books, 2002, p. 78–81. ISBN 9783933557346. «Cyberfeminism and the question of freedom»
- Paasonen, Susanna «Healthy sex and pop porn: pornography, feminism and the Finnish context». Sexualities. Sage, 12, 5, 10-2009, pàg. 586–604. DOI: 10.1177/1363460709340369.
- Paasonen, Susanna «Between meaning and mattering: on affect and porn studies». Porn Studies. Taylor and Francis, 1, 1–2, 1-2014, pàg. 136–142. DOI: 10.1080/23268743.2014.880225.
- Paasonen, Susanna; Kyrölä, Katariina «Glimmers of the forbidden fruit: reminiscing pornography, conceptualizing the archive». International Journal of Cultural Studies. Sage, 19, 6, 4-2015, pàg. 595–610. DOI: 10.1177/1367877915580625.